# You Needed Me
You Needed Me è una canzone scritta da Randy Goodrum che raggiunse la posizione numero uno negli Stati Uniti nel 1978 nell'interpretazione della cantante canadese Anne Murray. Successivamente il brano fu oggetto di numerose cover fra cui quella di Kenny Rogers  con Dottie West e quella di Shania Twain.
Il cantante Max Pezzali ne realizzò nel 1999 una versione in italiano intitolata Tenendomi, inclusa nell'album Grazie mille.

## Cover dei Boyzone
Internazionalmente il brano però ottenne popolarità solo nel 1999 in una reinterpretazione registrata dalla boy band irlandese Boyzone, che riuscì ad arrivare al primo posto della classifica britannica e di quella neozelandese.
Dei Boyzone esiste anche una versione intitolata I'll Never Not Need You cantata insieme al cantante italiano Max Pezzali e inclusa nella raccolta By Request (mentre la musica di questa versione è identica a quella di You Needed Me, il testo è parzialmente in italiano e riprende la versione completamente italiana di Max Pezzali Tenendomi).

### Tracce
CD maxi
1. You Needed Me – 3:29
2. When the Going Gets Tough – 3:38
3. You Needed Me (Jewels & Stone Remix) – 6:20
4. Megamix (Love to Infinity) – 7:57

CD singolo
1. You Needed Me – 3:25

### Classifiche
| Classifica (1999) | Posizione più alta |
| ----------------- | ------------------ |
| Regno Unito       | 1                  |
| Svizzera          | 29                 |
| Austria           | 38                 |
| Paesi Bassi       | 16                 |
| Belgio            | 22                 |
| Svezia            | 21                 |
| Norvegia          | 15                 |
| Nuova Zelanda     | 1                  |